# Louis Mathurin Moreau-Christophe
Louis Mathurin Moreau-Christophe (* 1799 in Loches; † 1883 in Paris) war ein französischer Wirtschaftswissenschaftler und Generalinspektor der französischen Gefängnisse von 1837 bis 1848.

## Leben
Moreau-Christophe studierte Rechtswissenschaften und wurde 1825 als Rechtsanwalt zugelassen. 1830 wurde er zum Gefängnisinspektor im Département Seine ernannt, war von 1833 bis 1837 Unterpräfekt in Nogent-le-Rotrou, und wurde schließlich Ende 1837 zum Generalinspektor der französischen Gefängnisse ernannt. In dieser Position reorganisierte er das französische Strafvollzugssystem. Er war ein Mitglied der sogenannten science pénitentiaire und zudem einer der rigorosesten Vertreter der Schweige- und Isolationshaft, was schließlich auch im Mai 1848 zu seiner Entlassung aus dem Staatsdienst führte. Er zog sich danach ins Privatleben zurück.
Während seiner aktiven Zeit stand er mit zahlreichen anderen Strafvollzugsexperten wie William Parker Foulke und Carl Joseph Anton Mittermaier in Briefkontakt und studierte bei seinen häufigen Auslandsaufenthalten die Gefängnisse in verschiedenen europäischen Ländern und den Vereinigten Staaten. Dies führte zu zahlreichen Veröffentlichungen, in denen er seine Ansichten und Verbesserungsvorschläge präsentierte.

## Werke (Auswahl)
- De l’état actuel des prisons en France, considéré dans ses rapports avec la théorie pénale du Code. Paris, A. Desrez, 1837.
- De la réforme des prisons en France, basée sur la doctrine du système pénal et le principe de l’isolement individuel. Paris, Huzard, 1838.
- De la mortalité et de la folie dans le régime pénitentiaire, et spécialement dans les pénitenciers de Philadelphie, d’Auburn, de Genève et de Lausanne, Mémoire présenté à l’Académie royale de médecine de Paris. Paris, J.-B. Baillière, 1839.
- Polémique pénitentiaire extraite des divers écrits et des documents officiels publiés par la réforme des prisons tant en France qu’à l’étranger. Paris, Marc Aurel frères, 1840.
- Défense du projet de loi sur les prisons contre les attaques de ses adversaires. Paris, E. Marc-Aurel, 1844.
- Code des prisons ou recueil complet des lois, ordonnances, arrêtés, règlements, circulaires et instructions ministérielles, concernant le régime intériour, économique et disciplinaire des maisons d’arrêt, maisons de justice, maisons de correction, maisons de force et autres prisons préventives ou pour peines. Paris, 1845–1878, 7 Bände.
- Du droit à l’oisiveté et de l’organisation du travail servile dans les républiques grecques et romaine Paris, Guillaumin, 1849.
- Du problème de la misère et de sa solution chez les peuples anciens et modernes. Paris, Guillaumin, 1851, 3 Bände.
- Le monde des coquins. Paris, E. Dentu, 1864.